# Soeiro da Costa
Soeiro da Costa (Lagos, Algarve, ca. 1390 — ib., 1472), fue un navegante português del siglo XV, uno de los semilegendarios caballeros de Los Doce de Inglaterra. 

## Familia y orígenes
No hay ninguna prueba de su filiación, pero fue sin duda hijo o nieto de Alfonso Lopes da Costa, del que hay constancia que estaba afincado en Lagos en 1401, tal vez ya fallecido a esas alturas. (Soeiro tuvo un hijo Alfonso y descendía de otro Soeiro, en la línea de Afonso Lopes, que provenía de los alcaldes de Évora, y de forma remota, de un Gonçalo da Costa, que vivió en el siglo XII.) Era, pues, de una pequeña nobleza, de fidalguia antigua, pero sin títulos. Sus antepasados fueron alcaldes (alcaide-mor) de Évora en los siglos XIII y XIV, y luego pequeños propietarios rurales en el Algarve.

## Semblanza biográfica
Se puede reconstruir la biografía de Soeiro da Costa, en parte con conjeturas, en parte con el testimonio de los cronistas como Zurara, y en parte con documentos. Soeiro da Costa habría nacido hacia 1390, probablemente en Lagos, siendo su abuelo (¿o padre?) Afonso Lopes da Costa, que recibió en 1384, del Maestro de Avis, el plazo de un molino de agua en Tavira y en 1401 se declaró en Lagos. Aparece Soeiro da Costa, ya con veinte años más o menos, luchando en los campos de batalla más importantes del siglo XV, como también lo hizo Álvaro Vaz de Almada y el grão Magriço. En los documentos, Soeiro da Costa aparece por primera vez el 8 de mayo de 1433 cuando D. Duarte le nombra para el cargo de posición de almoxarife de Lagos en el Algarve, diciéndole «seu criado». El 18 de mayo de 1439 D. Afonso V llamó al alcalde de Lagos a un acto en que le concede una tença anual de 200 mil libras. Está como alcaide-mor y almoxarife hasta 1450, aunque Lançarote da Ilha (o de Freitas o de Lagos) aparece como almoxarife el 11 de abril de 1443. Soeiro da Costa renuncia a la alcaldía de Lagos en 1452 y el 5 de febrero de ese año, a petición del Infante D. Henrique, D. Afonso V nombra a Afonso da Costa, hijo de Soeiro, para el cargo de alcaide-mor de Lagos (en el 3 de enero de 1486 D. João II confirma a Afonso da Costa como alcaide-mor de Lagos).
Soeiro da Costa exploró la costa de África y participó en varios conflictos navales. Aparece como uno de los capitanes de la flota comandada por Lançarote de Lagos, que se dice era su cuñado, en su segunda incursión esclavista (1445/46) en las costas del bancos de Arguín y la boca del río Senegal. El río Soeiro lleva en su honor su nombre. Soeiro da Costa murió en 1472; habiendo fallecido ya por poco el 14 de agosto de 1472, pues a partir de enero de 1471 seguía recibiendo, por merced de D. Alfonso V, una renta de cinco mil reales de plata. Estuvo casado con Mécia Simões, todavía viva en tiempos de D. João II, hija de Gil Simões que fue alcaide-mor de Estoi, localidad junto a Faro, en el Algarve. 
Fue su nieto, por su hijo Afonso da Costa, el canciller de relación de Lisboa y rector de la universidad portuguesa de Coímbra, el Dr. Cristóvão da Costa.

## Los Doce de Inglaterra
Soeiro da Costa es uno de los héroes semilegendarios del episodio narrado en Os Lusíadas conocido como la saga de Los Doce de Inglaterra. La leyenda es la siguiente: se cuenta que, habiendo sido ofendidas en su honor doce damas inglesas de la más alta nobleza por doce nobles de la tierra, apelaron aquellas a su rey para que designase campeones que se batiesen por ellas; más ningún campeón que luchase por las damas fue encontrado en Inglaterra. Entonces se acordó el rey de que los portugueses se batían con valentía y arrojo, e instó a los caballeros de Portugal para que luchasen por las damas ofendidas. Doce caballeros lusos se enfrentaron entonces en justas con los doce ofensores británicos, y los vencieron, por lo que lavaron el honor de las damas inglesas. Estos doce caballeros, desde entonces, fueron conocidos como Los Doce de Inglaterra.
Los nombres de estos caballeros —de hecho trece en número— son conocidos y son todos personajes históricamente atestiguados: Alvaro Vaz de Almada (más tarde conde de Avranches); Alvaro Gonçalves Coutinho, llamado “o grão Magriço”; João Fernandes Pacheco y Lopo Fernandes Pacheco (hijos de Diego Lopes Pacheco, uno de los asesinos de Dª. Inés de Castro); Alvaro Mendes Cerveira y Rui Mendes Cerveira, también hermanos; João Pereira Agostim; Soeiro da Costa; Luis Gonçalves Malafaia; Martim Lopes de Azevedo; Pedro Homem da Costa; Rui Gomes da Silva y Vasco Anes da Costa, llamado “Corte Real.” 
La base histórica de este relato es, posiblemente, el hecho de que muchos de estos caballeros, en la juventud, habrían peregrinado como caballeros andantes por Europa, luchando en varios conflictos. Así, dice el cronista Gomes Eanes de Zurara (1410-74):

Ca hera hi Sueiro da Costa, alcaide daquella villa de Lagos, o qual era homem nobre e fidalgo, criado de moco pequeno na camara del rrey dom Eduarte [D. Duarte] e que se acertava de seer em muy grandes fectos; ca elle fora na batalha de Monvedro Monviedro, com el rrey dom Fernando dAragom contra os de Vallenca, e assy no cerco de Vallaguer [Balaguer], em que fezerom muy grandes cousas, e foe com elrrey Lancaraao [Ladislau], quando barrejou a cidade de Roma; e andou com elrrey Luis de Proenca [de Provença], em toda a sua guerra. E esteve na batalha da Ajancout [ Azincourt ], que foe hua muy grande e poderosa batalha entre elrrey de Franca e elrrey de Jngraterra. Efora ja na batalha de Vallamont, cabo de Caaes, com o conde estabre de Franca contra oduque dOssestre, e na batalha de Monseguro [Montségur], em que era o conde de Fooes [Foix] e o conde dArminhaque [d'Armagnac], e na tomada de Samsooes [Soissons] e no decerco de Ras [Rheims?] e assy no decerco de Cepta [Ceuta] Nas quaaes cousas sempre provou, coomo muy vallente homem darmas.
Crônica dos feitos da Guiné

(Algunas fechas a fin de aclarar la cronología: en 1411 ocurre la batalla entre Luis de Anjou, rey de Provenza y Ladislao de Durazzo, rey de Nápoles; en el 27 de febrero de 1412 se produce la batalla de Murviedro; desde del 1 de agosto de 1413 al 31 de octubre de 1413, el sitio de Balaguer; entre 1412 y 1413, la batalla de Montségur;, en 1414, el asedio de Roma; el 25 de octubre de 1415, la batalla de Agincourt; y en 1418-1419, el sitio de Ceuta.)